# Blairhall
Blairhall es un pueblo de Fife, Escocia, situado al oeste de Fife, aproximadamente a 1,5 km al oesnoroeste de Comrie. Originariamente, el pueblo fue un pequeño caserío, pero en 1911 se expandió para albergar a los mineros de una mina de carbón cercana.
Casi a 1,5 km al sur de Shiresmill se encuentra bella hacienda del siglo XVII donde nació (c. 1630) Sir William Bruce, luego baronet de Balcaskie y más tarde de Kinross, e inspector general del rey Carlos II. En la actualidad, Blairhall tiene una escuela primaria y un centro de recreación comunitario.

## Nativos destacados
- William Bruce, un caballero-arquitecto.
- James Syme, exjugador de hockey sobre hielo.
- Thomas Syme, exjugador de hockey sobre hielo.
- George Niven, exjugador profesional de fútbol de Rangers F.C.